# (20439) 1999 JM28
A (20439) 1999 JM28 a Naprendszer kisbolygóövében található aszteroida. A LINEAR projekt keretében fedezték fel 1999. május 10-én.